# Bob Schalkwijk
Benjamin Diederik "Bob" Schalkwijk (Róterdam, 6 de mayo de 1933) es un fotógrafo neerlandés que vive y trabaja en México desde 1959. Su obra de fotografía cotidiana y de viaje es considerado un testimonio gráfico de México, de su identidad y de sus transformaciones y sus continuidades. También es notable su trabajo en fotografía de arquitectura y de obras artísticas. Su archivo fotográfico lo integran más de 600,000 fotografías y cuenta con un catálogo digital que ha recibido apoyo público y privado para su instrumentación y difusión.

## Biografía

### Primeros años

#### Países Bajos

##### Familia
Schalkwijk nació en Róterdam como hijo del matrimonio del empresario Willem Schalkwijk y Sophia Vlielander Hein. Su madre era nieta del senador Benjamin Marius Vlielander Hein y de Catharina Couperus, hermana del novelista Louis Couperus quien mantuvo una estrecha relación con la familia Vlielander Hein. Su padre y su abuelo paterno eran fotógrafos aficionados.

##### Formación
Siendo un niño Schalkwijk pasó la Segunda Guerra Mundial en Wassenaar. La fotografía le cautivó desde joven. Le gustaba escuchar historias relacionadas con la pasión fotográfica de su difunto abuelo Jacobus Petrus Schalkwijk y aprendió a ver con atención sus fotografías estereoscópicas con la técnica del autocromo. Motivado por su interés, su padre le regaló una Kodak Brownie y le construyó un cuarto oscuro donde ya desde pequeño pasaba horas trabajando. Con una cámara Pentax tomó las primeras fotografías que vendió. Era un retrato de Louis Armstrong durante un concierto en el Concertgebouw, el 2 de noviembre de 1952, cuando Schalkwijk tenía 19 años.
Cursó en Haarlem la Hogereburgerschool-B, una escuela preparatoria con énfasis en ciencias exactas. Presentó su examen final de alemán en base al libro Agfa Agfacolor de Heinz Berger. Después de hacer dos años de servicio militar, decidió aprender a construir ductos para el transporte de materiales líquidos y a bordo de un barco petrolero se dirigió a Nuevo Orleans, al tiempo que su Volkswagen Sedan, lo embarcó rumbo a Nueva York.    

#### Estados Unidos y Canadá
En Estados Unidos, tomó un avión, recogió su Volkswagen y recorrió el país para cumplir el sueño que había tenido desde adolescente al leer la revista National Geographic.  En Houston, Schalkwijk se inscribió en cursos para diseñar oleoductos. Uno de sus colegas lo motivó para estudiar ingeniería petrolera en la Universidad de Stanford. A bordo de su Volkswagen, Schalkwijk se dirigió a California, pasó los exámenes y mientras esperaba el inicio de los cursos en la universidad, se dirigió a Calgary para buscar trabajo.    

#### México
Un artículo en la edición de marzo de 1958 de la revista Esquire, le motivó a dejar Calgary y visitar Ajijic con un amigo. El ambiente no les atrajo y continuaron a la Ciudad de México para aprender español. La estancia en la capital transformó su vida. Hizo amistades que lo animaron a dedicarse a la fotografía profesionalmente. Junto con Fred Mulders visitó Tulancalco en el Valle del Mezquital que le pareció fascinante por sus paisajes y por la generosidad de sus habitantes otomí. Schalkwijk regresó a Stanford, pero su interés en la ingeniería petrolera había decaído y en diciembre de 1958 tomó la decisión de establecerse en México y ser fotógrafo profesional.   

### Carrera profesional

#### Fotos
Schalkwijk se instaló en San Ángel en 1959. Su vecina Gemma Taccogna lo ayudó en sus primeros trabajos como fotógrafo de niños y también le pedía que fotografiara sus piezas de papel maché. Algunas de estas fotos fueron publicadas después en Mexican Interiors. Alrededor de Taccogna se reunían otros jóvenes creadores como Roger von Gunten y el escultor hondureño Enrique Miralda a quienes Schalkwijk les fotografiaba sus obras. La intensa vida cultural de la capital lo llevó a hacer teatro con el grupo aficionado de Elsie Escobedo, madre de su amigo Miguel y de Helen Escobedo. Allí conoció a Nina Lincoln, con quien se casó en 1962. Su viaje de luna de miel lo hicieron a la región Ixil en Guatemala, ya que su suegro, Jackson Steward Lincoln, fue pionero en estudiar el uso del antiguo calendario maya entre la población Ixil. Este viaje los motivó a formar un archivo fotográfico y la pareja ideó un sistema para identificar las distintas películas que Schalkwijk utilizaba.
En los primeros años de su carrera fotográfica Schalkwijk no podía vivir únicamente de la fotografía cotidiana y de viajes. Hizo fotografía publicitaria y distintos encargos comerciales. Uno de ellos fue tomar fotografías de una fábrica de fertilizantes en Monclova, Coahuila y para ello compró una cámara Plaubel Peco Supra II para película de 4 x 5 “, con la que realizó sus primeras tomas aéreas. Schalkwijk trabajó varios años con la agencia Black Star y a través de esta agencia colaboró para distintas publicaciones hasta el año de 1992.

Otra de las especialidades de Schalkwijk es la fotografía de obras de arte. Hizo más de 3,000 fotografías tomadas en placas de medio formato, de obras de los principales creadores mexicanos. Una selección de estas fotografías se encuentra en Artstor. En esta parte del trabajo Schalkwijk es representada por Art Resource. Es por esto que, en las publicaciones de arte mexicano es común encontrar las fotografías de Schalkwijk, especialmente de la obra de autores como Frida Kahlo, David Alfaro Siqueiros, José Clemente Orozco y Diego Rivera. Un ejemplo es el mosaico realizado por Rivera que se encuentra en el Museo Anahuacalli.

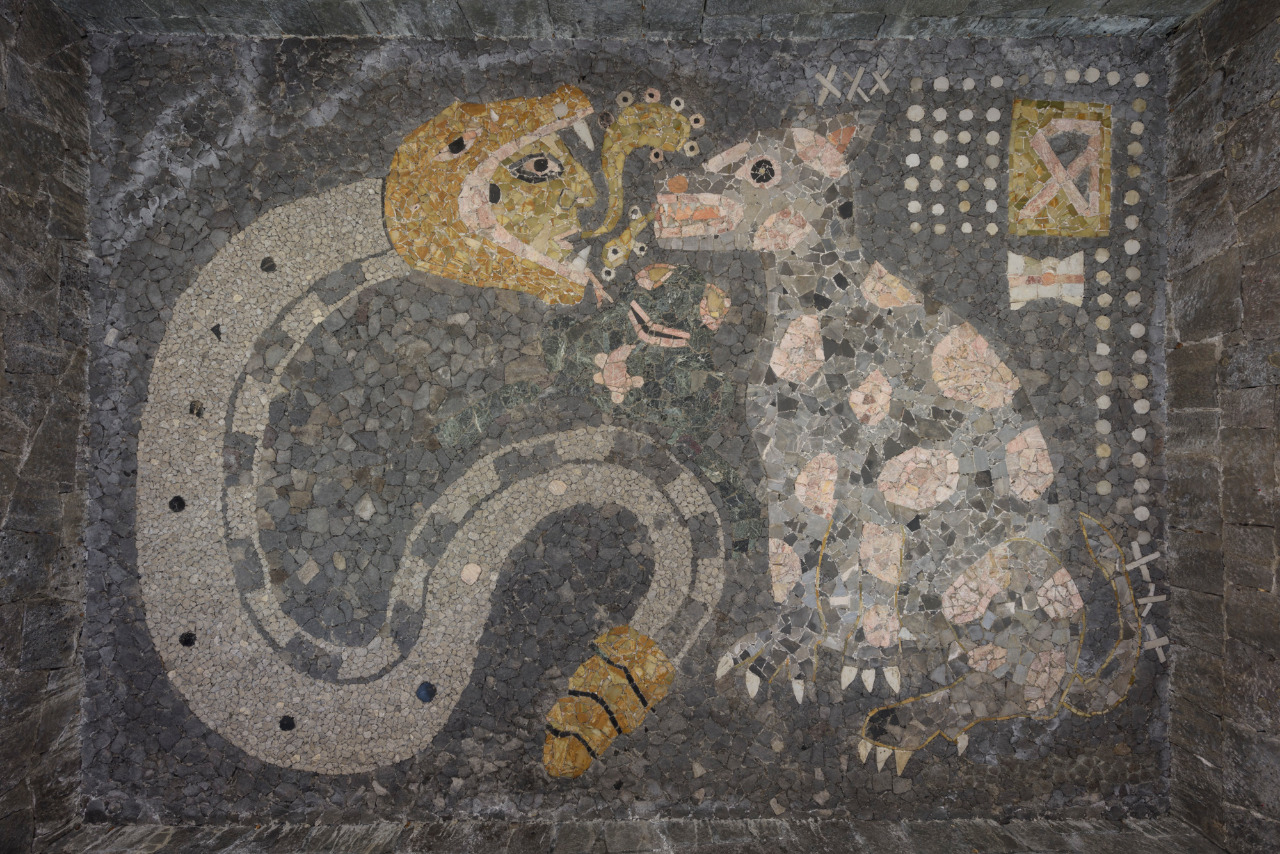
Mosaico Colado, Museo Diego Rivera Anahuacalli. Fotografía de Bob Schalkwijk, 2007

En 1965 hizo el primero de 17 viajes a la Sierra Tarahumara, donde el sacerdote jesuita Pepe Llaguno lo recibió y lo orientó hacia Tehuerichi para la Semana Santa Tarahumara. Schalkwijk considera sus viajes a la Tarahumara como uno de sus trabajos más relevante en su trayectoria. En el 2019 el Instituto Nacional de Antropología e Historia le otorgó la medalla al mérito fotográfico por su archivo, en el que destaca su trabajo sobre la Sierra Tarahumara y sus habitantes.

#### Libros
En 1963, gracias a la intervención de su esposa, Schalkwijk consiguió ser el fotógrafo para el libro dedicado a la Ciudad de México de la serie Famous Cities of the World, de Spring Books/Paul Hamlyn. Fue la primera comisión importante. Con su esposa planearon los recorridos y los lugares para fotografiar. En menos de un año Schalkwijk tomó cerca de 8,000 fotografías, casi todas en blanco y negro, de los lugares más emblemáticos de la capital y de sus edificios más icónicos. La publicación de Mexico City en 1965 le valió reconocimiento como fotógrafo de arquitectura y paisajes urbanos. 
En 1975 Schalkwijk publicó junto con el lingüista Don Burgess su primer libro con fotografías de sus viajes a la Sierra Tarahumara. ¿Podrías vivir como un tarahumara? es reconocido como uno de los primeros fotolibros en Latinoamérica. Más tarde, en 1979 y 1980, junto con Patricia O’Gorman, realizó dos libros dedicados a las casas mexicanas, sus patios y sus jardines. En 1988 hizo el libro Carlos Mérida, su obra en el Multifamiliar Juárez, nacimiento, muerte y resurrección, reconocimiento a la obra de este artista plástico. 
El libro Tarahumara (2014) recibió en 2015, uno de los premios de la asociación Printing Industries of America. 

#### Exposiciones
En 2005 Schalkwijk dejó la fotografía en películas y se cambió a la fotografía digital, al mismo tiempo que inicia la digitalización de su archivo fotográfico. A partir de esa fecha y en colaboración con su hijo Adriaan y de otros especialistas como Santiago Garcés y la historiadora de la fotografía Gina Rodríguez, Schalkwijk encabeza un equipo enfocado en la preparación de exposiciones a partir de su archivo fotográfico. 
En 2006 presentó su primera gran exposición llamada Paisajes de Agua, con fotografías de gran formato de distintos lugares del mundo. La muestra se presentó en la Biblioteca Vasconcelos y en el Museo Nacional de las Culturas del Mundo en la Ciudad de México. Dos años después, esta exposición se presentó en la Galería de Arte Moderno Ángeles Espinosa Yglesias en Puebla; en 2010 en la Galería Olachea de La Paz, Baja California y en 2022 en el Seminario de Cultura en la Ciudad de México.
Schalkwijk también participó en la instalación fotográfica itinerante llamada QF – Quetzalcóatl Fotográfico, estructura en forma de serpiente diseñada por Adriaan Schalkwijk, que evoca a la deidad prehispánica a través de sus plumas, formadas por fotografías de la diversidad cultural y natural de México. Bob y su hijo Pim Schalkwijk y Alfredo Martínez son los autores de las fotografías. El QF ha recorrido varias ciudades de México desde el 2013.
En 2017, Schalkwijk presentó una exposición de sus primeros 15 años como fotógrafo con una museografía a cargo de su hijo Adriaan, en donde distintos cajones temáticos mostraban series de sus viajes realizados en ese periodo. Con este mismo modelo museográfico, en 2019 Schalkwijk presentó una exposición sobre las mujeres del estado de Hidalgo.
Este 2022, las galerías abiertas del Bosque de Chapultepec presentan la exposición titulada Chapultepec. Bob Schalkwijk. Historia, arte y naturaleza, seis décadas de fotografías, que a través de 144 fotografías de gran formato dan cuenta de la historia reciente de este bosque urbano.

## Lista de principales exposiciones
- 2006 Biblioteca Vasconcelos, Ciudad de México: Paisajes de Agua.[25] La exposición también se mostró en 2007 en Ciudad Falcón, Venezuela y en 2022 en el Seminario de la Cultura Mexicana, entre otros lugares.
- 2014 Museo Nacional de Antropología e Historia: Instalación Quetzalcóatl Fotográfico.[26]
- 2015 Centro Cultural Jardín Borda: Morelos en la mirada de Bob Schalkwijk
- 2017 Museo de Culturas del Mundo: Bob Schalkwijk, Un holandés en México. Archivo fotográfico 1958-1973[27]
- 2019 Centro de las Artes de Hidalgo: Travesías, un Holandés en Hidalgo[28]
- 2022 Galería Abierta Rejas de Chapultepec: Chapultepec. Bob Schalkwijk. Historia, arte y naturaleza.

## Lista de principales publicaciones (selección)
- 1965 Mexico City: Famous Cities of the World[29]
- 1975 Could you live like a Tarahumara?[30]
- 1979 Patios and Gardens of Mexico [imprint 2013][31]
- 1980 Tradition of Craftmanship in Mexican Homes, Architectural Book Publishing [imprint 2013][32]
- 1984 México 75 años: 1910-1985[33]
- 1988 Chapultepec: Historia y Presencia[34]
- 1991 Diego Rivera: Mural painting
- 1994 Comitán: Una puerta al sur. Gobierno del Estado de Chiapas
- 2014 Tarahumara[11]
- 2018 Bob Schalkwijk, archivo fotográfico, 1958-1973. RED

## Premios
- 2019 Medalla al Mérito Fotográfico[35][36]